# Ключ 60
| 彳                     | 彳               | 彳               |
| ---------------------- | ---------------- | ---------------- |
| 59                     | 60               | 61               |
| Піньінь:               | chì              | chì              |
| Чжуїнь:                | ㄔˋ              | ㄔˋ              |
| Вейд-Джайлз:           | ch'ih4           | ch'ih4           |
| Ютпхін:                | cik1             | cik1             |
| Он:                    |                  |                  |
| Кун:                   |                  |                  |
| Кандзі:                | 行人偏 gyōninben | 行人偏 gyōninben |
| Хун:                   | 걸을 georel      | 걸을 georel      |
| Им:                    | 척 cheok         | 척 cheok         |
| Індекс у Вікісловнику: | 彳               | 彳               |

Ключ 60 — ієрогліфічний ключ, що означає крок і є одним із 31 (загалом існує 214) ключа Кансі, що складаються з трьох рисок.
У Словнику Кансі 215 символів із 40 030 використовують цей ключ.

## Символи, що використовують ключ 60

Як писати ієрогліф.

| без додаткових | 彳                                        |
| 3 додаткові    | 彴 彵                                     |
| 4 додаткові    | 彶 彷 彸 役 彺 彻                         |
| 5 додаткових   | 彼 彽 彾 彿 往 征 徂 徃 径                |
| 6 додаткових   | 待 徆 徇 很 徉 徊 律 後 徍                |
| 7 додаткових   | 徎 徏 徐 徑 徒 従 徔 徕                   |
| 8 додаткових   | 徖 得 徘 徙 徚 徛 徜 徝 從 徟 徠 御 徢 徣 |
| 9 додаткових   | 徤 徥 徦 徧 徨 復 循 徫                   |
| 10 додаткових  | 徬 徭 微 徯 徰                            |
| 11 додаткових  | 徱 徲 徳 徴                               |
| 12 додаткових  | 徵 徶 德 徸 徹 徺                         |
| 13 додаткових  | 徻 徼                                     |
| 14 додаткових  | 徽 徾                                     |
| 16 додаткових  | 徿                                        |
| 17 додаткових  | 忀 忁                                     |
| 18 додаткових  | 忂                                        |